# Gioia Nova
Gioia Nova è un album del 2007 di Nino D'Angelo.

## Tracce
1. O compleanno (N.D'Angelo)
2. Nu napulitano (N.D'Angelo)
3. Mamma Preta (N.D'Angelo)
4. A canzone e Tonino (N.D'Angelo)
5. Libero (N.D'Angelo)
6. Malotiempo (N.D'Angelo)
7. Donna Maria (N.D'Angelo-A.Venosa)
8. Duie parole (N.D'Angelo)
9. Na mamma (N.D'Angelo)
10. Gioia nova (N.D'Angelo)